# مويلحة العليا (إيران)
مويلحة العليا (بالفارسية: مویلحه علیا) (بالفارسية: مويلحه عليا)، قرية في منطقة أزاده الريفية، منطقة مشراغة، مقاطعة خلف أباد، محافظة خوزستان، إيران. بلغ عدد سكانها 252 نسمة في 39 عائلة حسب إحصاء السكان 2006.